# Gewerkschaft Textil-Bekleidung
Die Mitte 1998 aufgelöste Gewerkschaft Textil-Bekleidung (GTB) war eine Gewerkschaft innerhalb des Deutschen Gewerkschaftsbunds (DGB) mit Sitz in Düsseldorf.

## Historie
Die Gewerkschaft entstand beim Vereinigungskongress vom 7. bis 9. April 1949 in Bad Salzuflen als parteipolitisch unabhängige Einheitsgewerkschaft für die Beschäftigten im Textil- und Bekleidungsgewerbe, hervorgegangen aus der Vereinigung der Textil-Bekleidungs-Gewerkschaften (Bekleidungsarbeiter-Verband, Textilarbeiter-Verband und Hutarbeiter-Verband) der westlichen Besatzungszonen. Mit den Neugründungen wurden die parteipolitisch orientierten Richtungsgewerkschaften überwunden. Bis zur Zerschlagung durch die Nationalsozialisten waren die beiden Gewerke in eigenen Gewerkschaften organisiert.

## Schwerpunkte
Die beiden von der GTB betreuten Branchen, Textil- und Bekleidungsindustrie, erlebten in den 1950er Jahren ein stürmisches Wachstum. Mit den wachsenden Bevölkerungseinkommen entwickelte sich die Bekleidungsindustrie zunächst zu einer der großen Konsumgüterindustrien in Deutschland. In der Textilindustrie gab es, getrieben durch die Weiterentwicklung von Spinnerei- und Webmaschinen, eine starke Produktivitätssteigerung. Die Beteiligung der Beschäftigten am Ergebnis dieser positiven Entwicklung war die tarifpolitische Aufgabe der Gewerkschaft. Dabei war ihr Ziel, den Abstand im Lohnniveau zum industriellen Durchschnitt zu verringern. Bereits seit der Industrialisierung galt die Textilindustrie als „Arme-Leute-Branche“. Die Härte dieser Tarifverhandlungen wurde an zahlreichen Streiks deutlich. Gravierend war der sechswöchige Streik in der Textilindustrie Westfalens im Jahr 1953 mit 23.000 beteiligten Beschäftigten und die Streikbewegung im Frühjahr 1958 mit unbefristeten Arbeitsniederlegungen in Niedersachsen, Bremen und in Hessen. Karl Buschmann, der im Jahr 1963 den Vorsitzenden Werner Bock ablöste, bot den Arbeitgebern einen sozialpartnerschaftlichen Kurs an, wenn diese ihrerseits die Gewerkschaft nicht nur verbal, sondern als selbstverständliche Akteurin in den Betrieben akzeptieren würden. Dazu wurden sogenannte Anerkennungsforderungen entwickelt, wie der Schutz gewerkschaftlicher Aktiver in den Betrieben, die Kassierung der Gewerkschaftsbeiträge durch die Lohnbüros, Freistellung von Beschäftigten zur Teilnahme an Tarifkommissionen und anderen gewerkschaftlichen Veranstaltungen. Die GTB konnte diese Regelungen in vielen regionalen Tarifverträgen verankern.
Früh befasste sich die GTB mit Fragen der Verlagerung der Textil- und Bekleidungsproduktion. Dies war bereits auf dem Gewerkschaftstag 1959 ein Thema. 1973 demonstrierten über 10 000 Beschäftigte in Bonn für ein Welttextilabkommen, das die heimischen Arbeitsplätze vor der Konkurrenz aus Billiglohnländern schützen sollte. Insbesondere die ungleichen sozialen Bedingungen, das Fehlen von Sozialstandards, eingeschränkte oder in Teilen gar nicht vorhandene Gewerkschaftsfreiheit sowie Kinderarbeit wurden erstmals thematisiert. 1974 forderte der Gewerkschaftstag die Prüfung, „ob und in welchem Umfang eine Kennzeichnung eingeführter Waren erreicht werden kann, die unter unfairen Wettbewerbsbedingungen hergestellt worden sind“. Der Kampf um den Erhalt der inländischen Arbeitsplätze wurde intensiv fortgeführt, zunehmend im Verbund mit den europäischen Schwestergewerkschaften. Im Dezember 1980 organisierte der europäische Dachverband der Textil- und Bekleidungsgewerkschaften eine europaweite Arbeitsniederlegung, an der sich 2,5 Millionen Beschäftigte beteiligten. Im November 1981 beteiligten sich 20.000 Textil-Bekleidungsbeschäftigte unter dem Motto „Mein Arbeitsplatz muss bleiben“ erneut bei einem „Marsch auf Bonn“. Diese Aktivitäten waren maßgebliche Beiträge für das Zustandekommen und die Verlängerungen der Welttextilabkommen, die in der Zeit von 1974 bis 2004 den textilen Welthandel beschränkten. Trotzdem sank die Beschäftigtenzahl in der westdeutschen Textil- und Bekleidungsindustrie von knapp 1.000.000 im Jahr 1969 auf 373.000 im Jahr 1990.
Durch den Beitritt der DDR zur Bundesrepublik Deutschland war die GTB per Satzung auch für die Neuen Bundesländer zuständig. Hier waren rund 320.000 Arbeitnehmerinnen und Arbeitnehmer in der Textil- und Bekleidungsindustrie beschäftigt, deren Anzahl sich innerhalb von fünf Jahren auf 20.000 verringerte.
1996 schrieb die GTB mit dem „Bündnis für Beschäftigung und Ausbildung“ Tarifgeschichte. Erstmals wurden von einer DGB-Gewerkschaft betriebliche Abweichungsmöglichkeiten vom Flächentarifvertrag vereinbart sowie weitgehende Flexibilisierungsmöglichkeiten der Arbeitszeit in die Manteltarifverträge aufgenommen. Die damit verbundene Hoffnung, dass sich der drastische Arbeitsplatzabbau in Deutschland zumindest deutlich verlangsamen ließe, ging nicht in Erfüllung.
1996 setzte sich im Hauptvorstand die Erkenntnis durch, dass eine eigenständige Gewerkschaft für die Textil- und Bekleidungswirtschaft keine Zukunft mehr hat. Um weiter gestaltungsmächtig zu bleiben und die Arbeitsbedingungen in der Textil- und Bekleidungsindustrie regeln zu können, beschloss der 3. Außerordentliche Gewerkschaftstag im Oktober 1997 die Auflösung der GTB zum 30. Juni 1998. Die Delegierten stimmten für eine Integration der Textil- und Bekleidungsbranchen in die IG Metall, die ihren Zuständigkeitsbereich durch Satzungsänderung auf die Textil- und Bekleidungswirtschaft ausdehnte.

## Beschäftigte und Mitglieder
Die Beschäftigtenzahlen beinhalten das Textil- und Bekleidungsgewerbe, alte Bundesrepublik Deutschland, jeweils zum Jahresende, 1998 einschließlich der neuen Bundesländer.
| Jahr | Beschäftigte | GTB-Mitglieder |
| ---- | ------------ | -------------- |
| 1950 | 784.953      | 414.818        |
| 1960 | 941.200      | 355.299        |
| 1970 | 876.500      | 302.913        |
| 1980 | 574.173      | 293.766        |
| 1990 | 373.472      | 249.880        |
| 1998 | 131.624      | 188.000        |

## Vorsitzende der Gewerkschaft Textil-Bekleidung
- 1949–1963: Werner Bock
- 1963–1978: Karl Buschmann
- 1978–1990: Berthold Keller
- 1990–1998: Willi Arens

## Mitglieder des ersten Geschäftsführenden Hauptvorstandes 1949
- Werner Bock, Erster Vorsitzender
- Bernhard Tacke, Stellvertreter des Ersten Vorsitzenden
- Karl Pöhlmann, Zweiter Vorsitzender
- Hugo Karpf, Stellvertreter des Zweiten Vorsitzenden
- Paul Trost, Hauptkassierer
- Liesel Kipp-Kaule, Sekretärin
- Fritz Knepper, Sekretär[18]

## Mitglieder des letzten Geschäftsführenden Hauptvorstandes 1998
- Willi Arens, Vorsitzender
- Hermann Paschen, stellvertretender Vorsitzender
- Winfried Hüren, Vorstandsmitglied
- Manfred Schallmeyer, Vorstandsmitglied[19]